# Continencia de Escipión
La Continencia de Escipión es una pintura al óleo sobre lienzo de 74,8 cm x 356,2 cm de Giovanni Bellini, datada en 1507-1508 y conservada en la National Gallery de Washington. Forma parte de la misma serie que la Introducción del culto de Cibeles en Roma de Andrea Mantegna.

## Historia
La pintura fue probablemente encargada a Mantegna en el año 1505 por el cardenal Marco Cornaro para el studiolo en el palacio de Santo Polo de su hermano Francesco, patricio veneciano, con un tema elegido para celebrar la gens Cornelia, de la cual los Cornaro decían descender. 

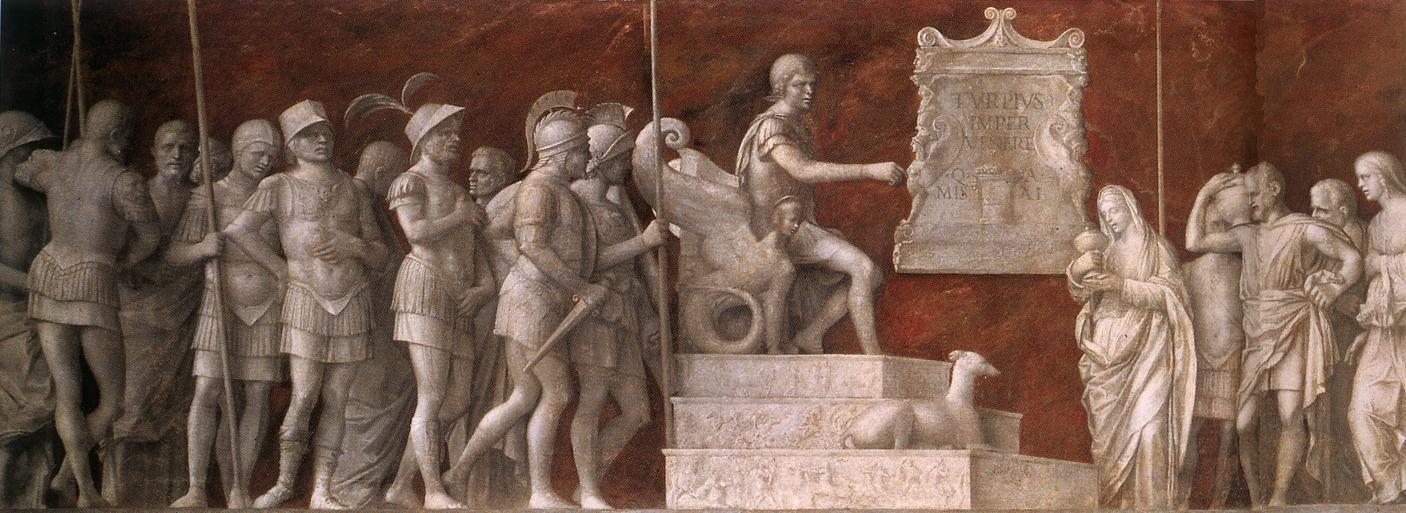
Primera mitad.

El maestro activo en Mantua sin embargo solo tuvo tiempo de completar una primera pintura, la Introducción del culto de Cibeles en Roma, antes de morir en 1506. Entonces el encargo debió de pasar a Bellini, el cual, ya muy anciano, se dedicó a la obra retomando el motivo mantegnesco de la grisalla (monocromía): es el último punto de contacto de la carrera de ambos, que en su juventud habían tenido una formación común.

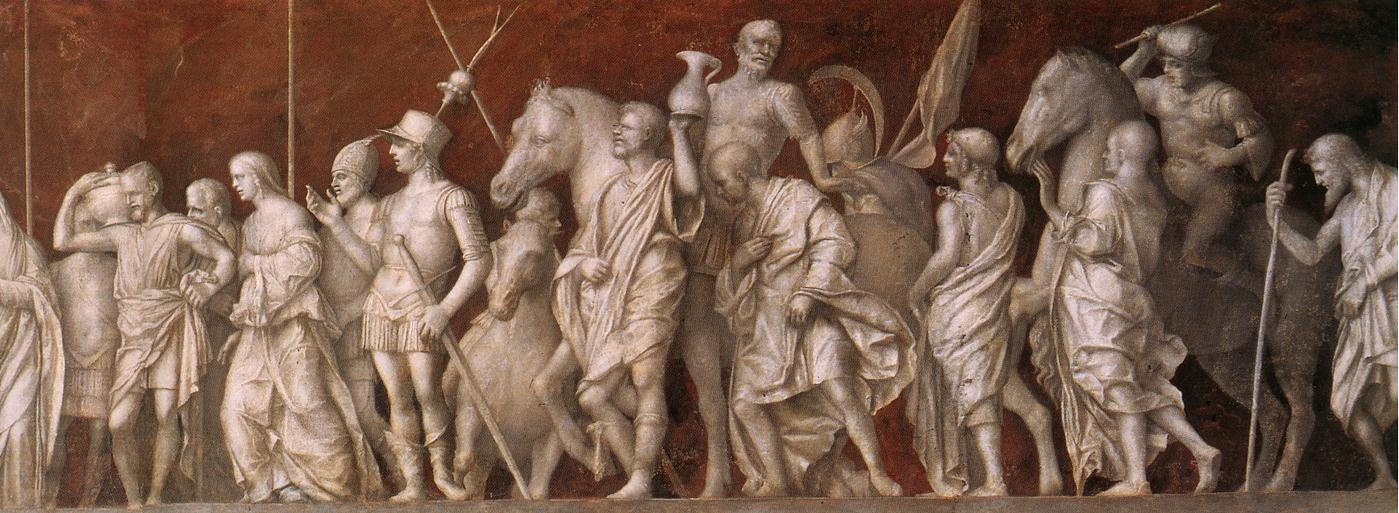
Segunda mitad.

Probablemente el proyecto preveía otros dos lienzos, nunca ejecutados. El lienzo de Bellini reapareció en el mercado anticuario en 1873, cuando pasó de una colección inglesa a otra. En 1948 fue interceptado por Alessandro Contini-Bonacossi, que lo devolvió a Italia, y al año siguiente lo vendió a la Fundación Samuel H. Kress. Luego fue donado al museo en 1952. Fue Roberto Longhi (1951) quien unió la tabla belliniana y la mantegnesca, proponiendo también que de la serie formarían parte dos obras monocromas de Mantegna más pequeñas pero de igual altura (Sofonisba y Tuccia), pero además de la falta de  evidencia documental existe la diferencia de soporte (lienzo la primera, tabla las segundas) para hacer la hipótesis improbable.

## Descripción y estilo
El lienzo se basa en un episodio de la segunda guerra púnica, narrado por Tito Livio y Valerio Máximo. Publio Cornelio Escipión, luego conocido como Escipión el Africano tras haber vencido a Aníbal en África, durante la campaña en Hispania, después de la batalla de Cartago Nova, en 209 a. C., recibió entre los rehenes a una bella doncella, que le fue entregada personalmente. Pero él, escuchando sus súplicas, la respetó y la envió de regreso con sus padres y su prometido, con la única recomendación de que este último, celtíbero, trabajara por la paz entre Roma y Cartago.
Escipión aparece así pues representado en su trono, en la mitad derecha, con la joven y su prometido (con espada y yelmo) al frente, junto a los padres que traen el oro para el rescate, que él rechaza, y hacia quienes pronuncia la generosa sentencia. En la placa del centro se lee la inscripción: "TVRPIVS / IMPER / VENERE / .Q. A. / MIS AI".
La diferencia estilística entre Mantegna y Bellini se manifiesta ahora ya, en el siglo XVI, más amplia que nunca: a la recreación arqueológica, la grandiosa, nítida y pétrea composición del primero, se contrapone un claroscuro más suave y envolvente del segundo que, a pesar de alguna dureza debida a la influencia de Durero, ya muestra las novedades de Giorgione. Las figuras de Bellini, al menos aquellas de su mano (las más periféricas pertenecen al taller), muestran así un aspecto más animado y vivo, que disuelve el rígido clasicismo del tema.